# 三坑子
三坑子，原寫為三坑仔，是臺灣桃園市龍潭區的一個傳統地域名稱，位於該區東南部。相較於今日行政區，其範圍大致包括三坑不含西北部一小部分及最東端、佳安里東南部一小部分及東部中南段一小部分。

## 歷史
台灣清治末期至日治初期，三坑子地區為一街庄，稱為「三坑仔庄」，隸屬於桃澗堡。該庄西北與淮仔埔庄為鄰，東北與蕃仔藔庄為鄰，東邊為內柵庄、舊溪洲庄，南邊為大坪庄，西南邊為打鐵坑庄，西邊為十一份庄。
1901年（日治明治三十四年）11月，全台設置二十廳，該庄隸屬於桃仔園廳。1903年（明治三十六年），改名桃園廳。1909年（明治四十二年）10月，合併二十廳為十二廳，該庄隸屬不變。1920年（大正九年），廢十二廳改設五州二廳，該庄改制並雅化為「三坑子」大字，隸屬於新竹州大溪郡龍潭庄。
戰後龍潭庄改制為龍潭鄉，隸屬於新竹縣，大字亦改制為村。1950年桃、竹、苗分治，龍潭鄉改隸屬於桃園縣。2014年12月，桃園縣升格為直轄桃園市，龍潭鄉改制為龍潭區，村亦改制為里。

## 交通
省道台3乙線是員樹林至深窩的幹道，大致以較平緩的S形經過三坑子地區西南部。由該道路向北轉西北再轉東北可前往淮子埔、番子寮、員樹林並止於省道台3線路口，向南轉西可前往大坪、打鐵坑、銅鑼圈並止於省道台3線另一路口。

## 學校
- 桃園市龍潭區三坑國民小學

## 景點

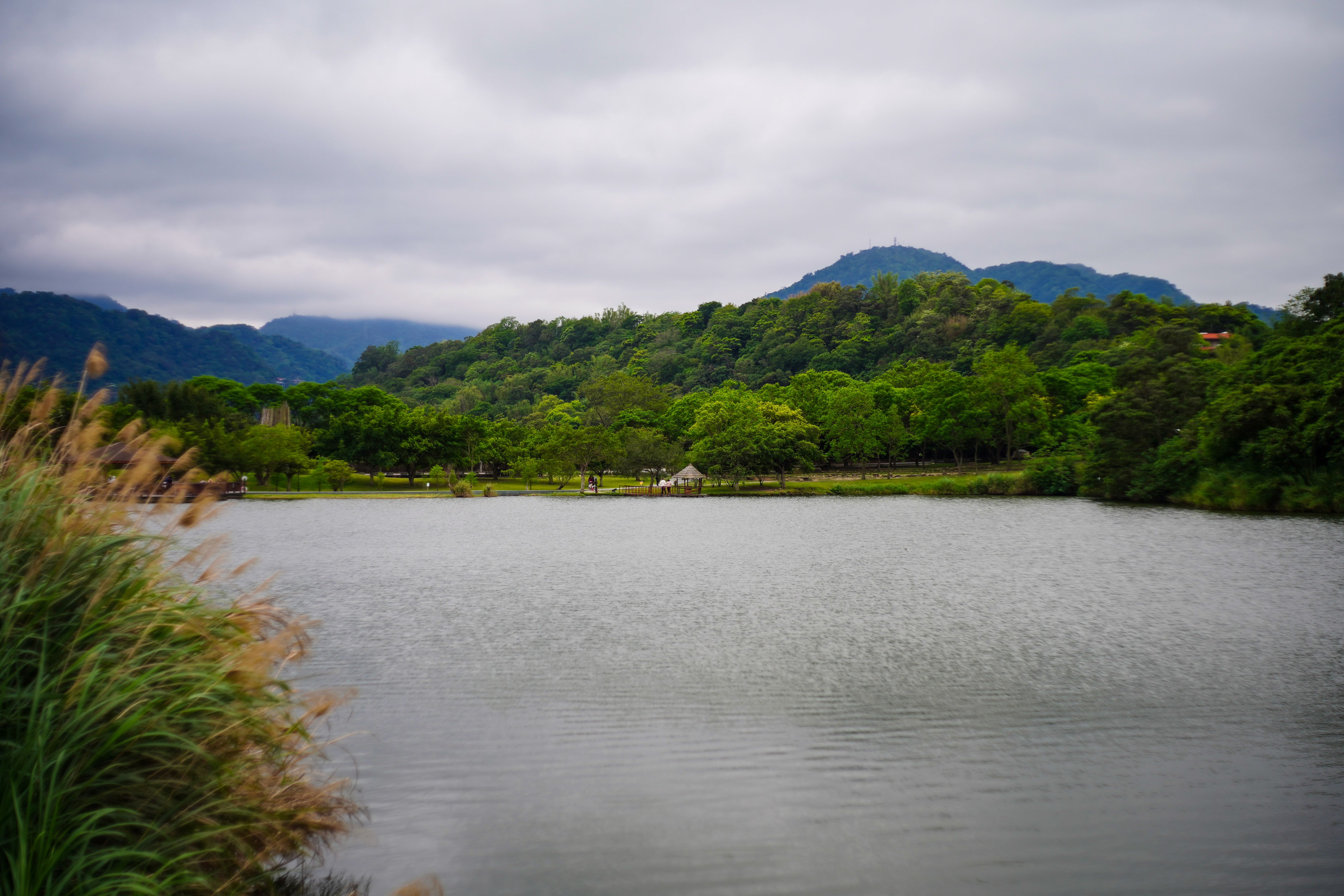
三坑自然生態公園

- 三坑老街
- 三坑自然生態公園